# Servair Abidjan
Servair Abidjan, anciennement Abidjan Catering, est une société anonyme à régime de conseil d’administration ivoirienne créée en 1968 opérant dans les services d'avitaillement aérien et, depuis 2012, dans des activités de traiteur hors-aérien. Son siège social est situé à l'aéroport international Félix-Houphouët-Boigny, à Abidjan en Côte d'Ivoire.

## Histoire
La société est initialement fondée en 1968 sous le nom de Société Ivoirienne d’Équipement Touristique et Hôtelier (SIETH) par la SCICR (51 %), Air Afrique (24,5 %) et la Sietho (24,5 %), avec un capital de 1 728 000 000 FCFA. Elle est renommée Abidjan Catering lors de son installation sur la plateforme aéroportuaire de l’Aéroport international Félix-Houphouët-Boigny en 1985.
En juillet 1989, Air Afrique cède ses activités d’armement cabine et de nettoyage avion à Abidjan Catering, pour regrouper sous une seule et même entité toutes les activités de traitement liées à l’activité de catering aérien. 
Le 31 mars 2000, Abidjan Catering fait son entrée en bourse à la BRVM.
L'entreprise est acquise en 2008 par Servair, filiale du groupe Air France-KLM, et abandonne le nom Abidjan Catering pour sa dénomination actuelle.

## Activités
Les activités de Servair Abidjan portent sur l'avitaillement, la fourniture de repas à l'ensemble des compagnies aériennes qui desservent l'aéroport d'Abidjan et le nettoyage des avions. 
L'entreprise est primée en 2008 par « World annual vendor evaluation ». 
Servair développe depuis 2012 des activités hors aériennes : service traiteur, restauration et restauration collective.

## Voir aussi

Ancien logotype suivant le rachat par Servair.